# R99
R99 (HD 269445) — звезда в Большом Магеллановом Облаке в созвездии Золотой Рыбы. Данная звезда классифицирована как яркая голубая переменная, является одной из самых мощных известных звёзд.
R99 обладает пекулярным спектром, относимым к спектральному классу OBf: pe, пекулярному WN10,
или Ofpe/WN9. Спектральный класс Ofpe/WN9 у данной звезды остаётся, несмотря на то, что звёзды данного класса были разделены на классы WN9 и WN11. R99 обладает существенными отличиями от остальных таких звёзд, поскольку её спектр в ультрафиолетовой части бланкетирован в широком диапазоне длин волн, наблюдаются линии поглощения (а не эмиссии) железа высокой степени ионизации, линии нейтрального водорода узкие, вблизи Hδ не наблюдается значительных структур поглощения, некоторые линии металлов слишком сильны или слабы по сравнению с другими звёздами такого класса, наблюдается небольшой избыток излучения в инфракрасной части спектра.
Структура звёздного ветра R99 может сильно отличаться от структуры ветра большинства звёзд Вольфа-Райе и ярких голубых переменных. У обычных звёзд Вольфа-Райе звёздный ветер разделён на слои с определённой температурой, линии гелия различных степеней ионизации возникают на различных расстояниях от звезды. По-видимому, данную схему некорректно применять к R99. Обнаружена значительная поляризация излучения в непрерывном спектре, предполагающая несимметричность звёздного ветра. У других звёзд Вольфа-Райе подобный эффект не наблюдался.
У R99 наблюдаются вариации блеска, достигающие 0,3 звёздной величины, с периодом порядка десяти лет и меньшие вариации с периодами два и десять дней. Цвет также меняется, причём звезда становится более голубой в минимуме светимости. R99 была классифицирована как яркая голубая переменная на основе переменности и спектра, несмотря на то что вспышки звезды не наблюдались. В некоторых работах звезду считают кандидатом в яркие голубые переменные.